# Flaviana Matata

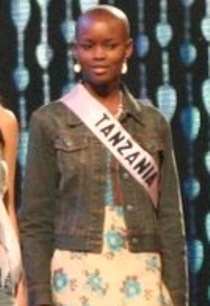

Flaviana Matata é uma estudante de engenharia que representou a Tanzânia no Miss Universo 2007.
Flaviana Matata, que ficou em 6º lugar no concurso, representou muito bem o seu país e chamou muita atenção pela sua beleza e por ser bem exótica e inteligente.
Foi a 1ª Miss Tanzaniana que ficou entre as 10 mais bonitas em toda história do Miss Universo.